# Марсберген
Марсберген (нід. Maarsbergen) — село в нідерландській провінції Утрехт. Входить до муніципалітету Утрехтсе-Гевелрюг.
Його площа становить 6,16 км², а населення станом на 2021 рік складало 1 285 осіб.
Перша згадка про населений пункт датується 1134 роком.

## Галерея

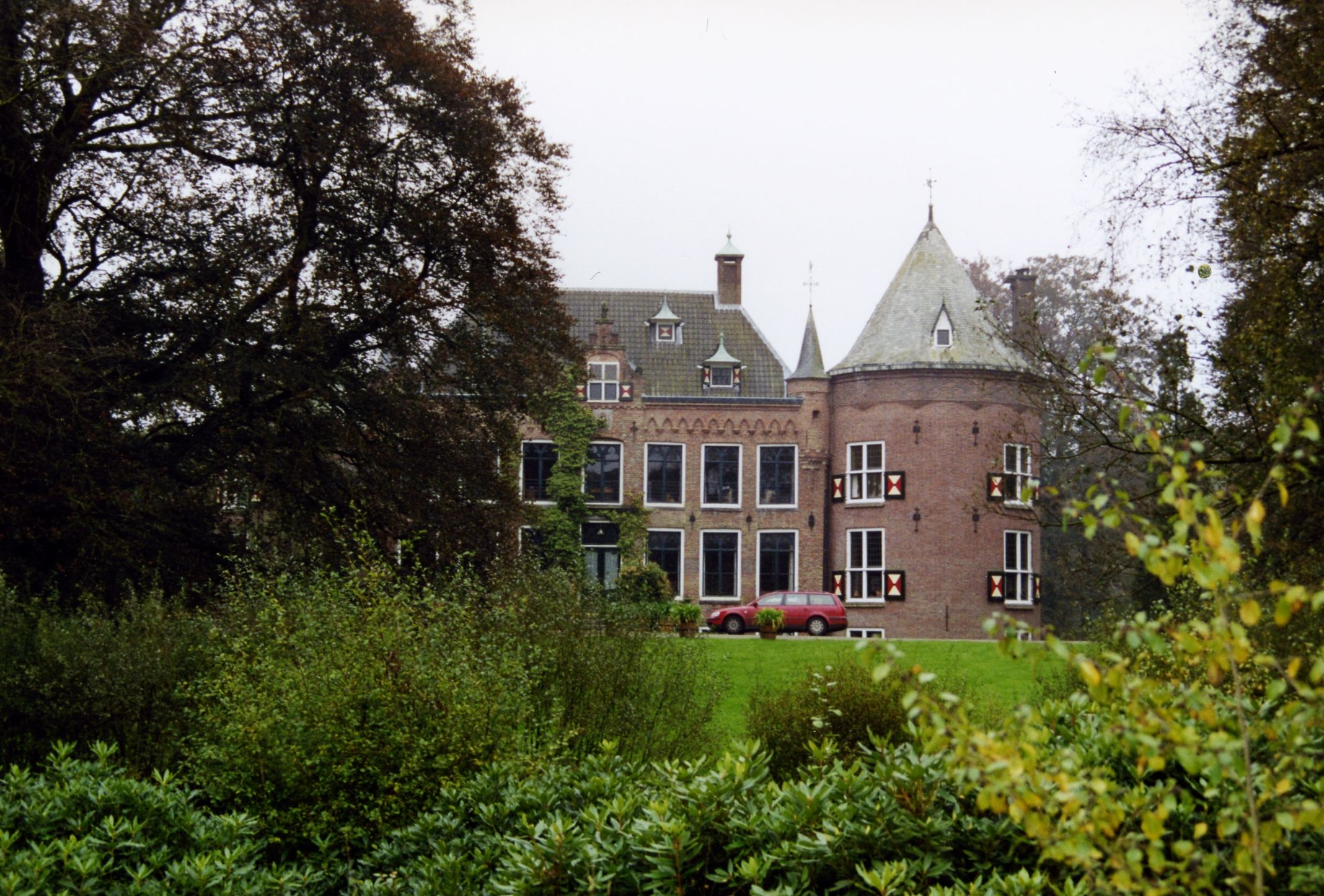
Маєток Марсберген
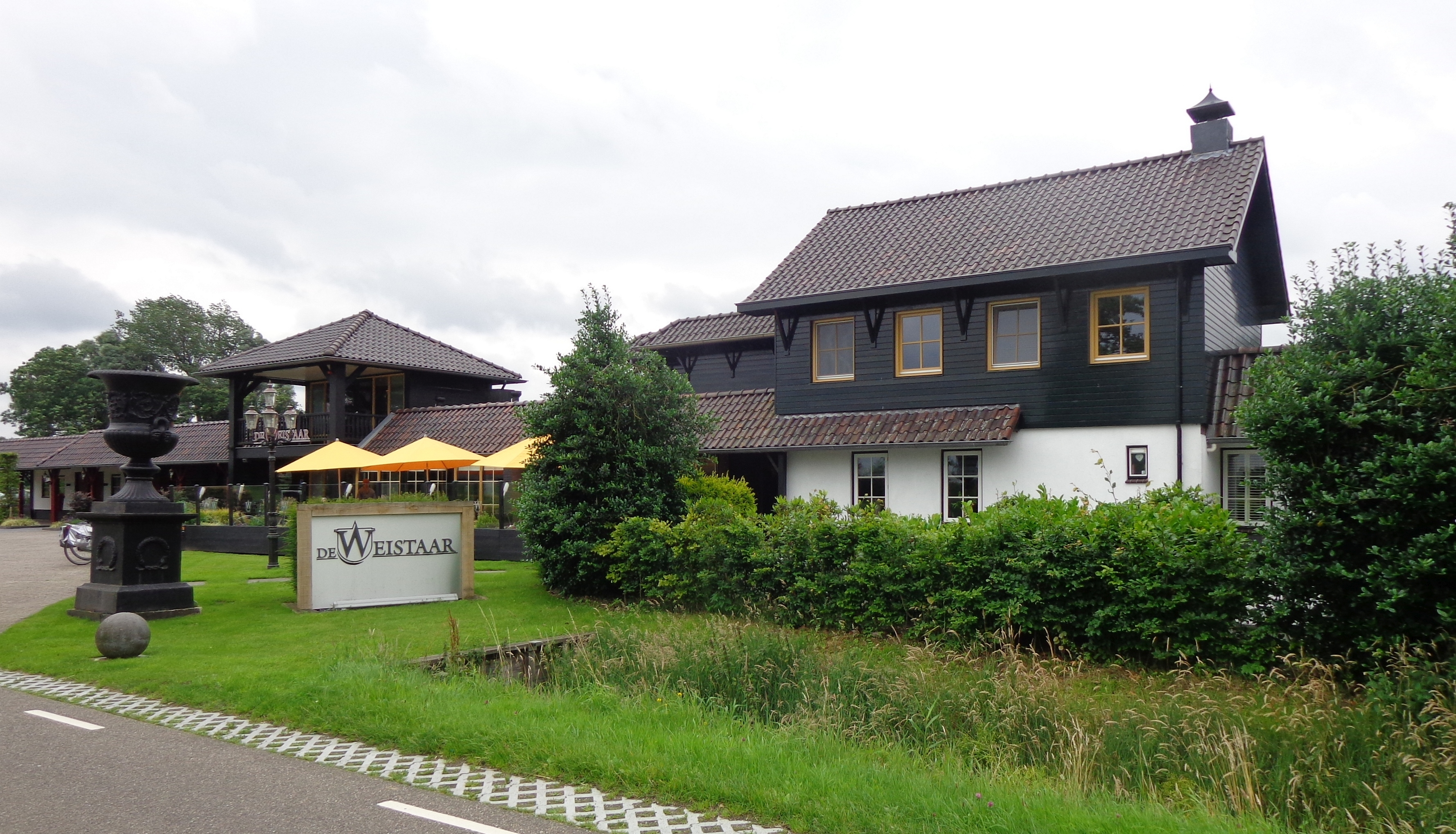
готель-ресторан De Weistaar
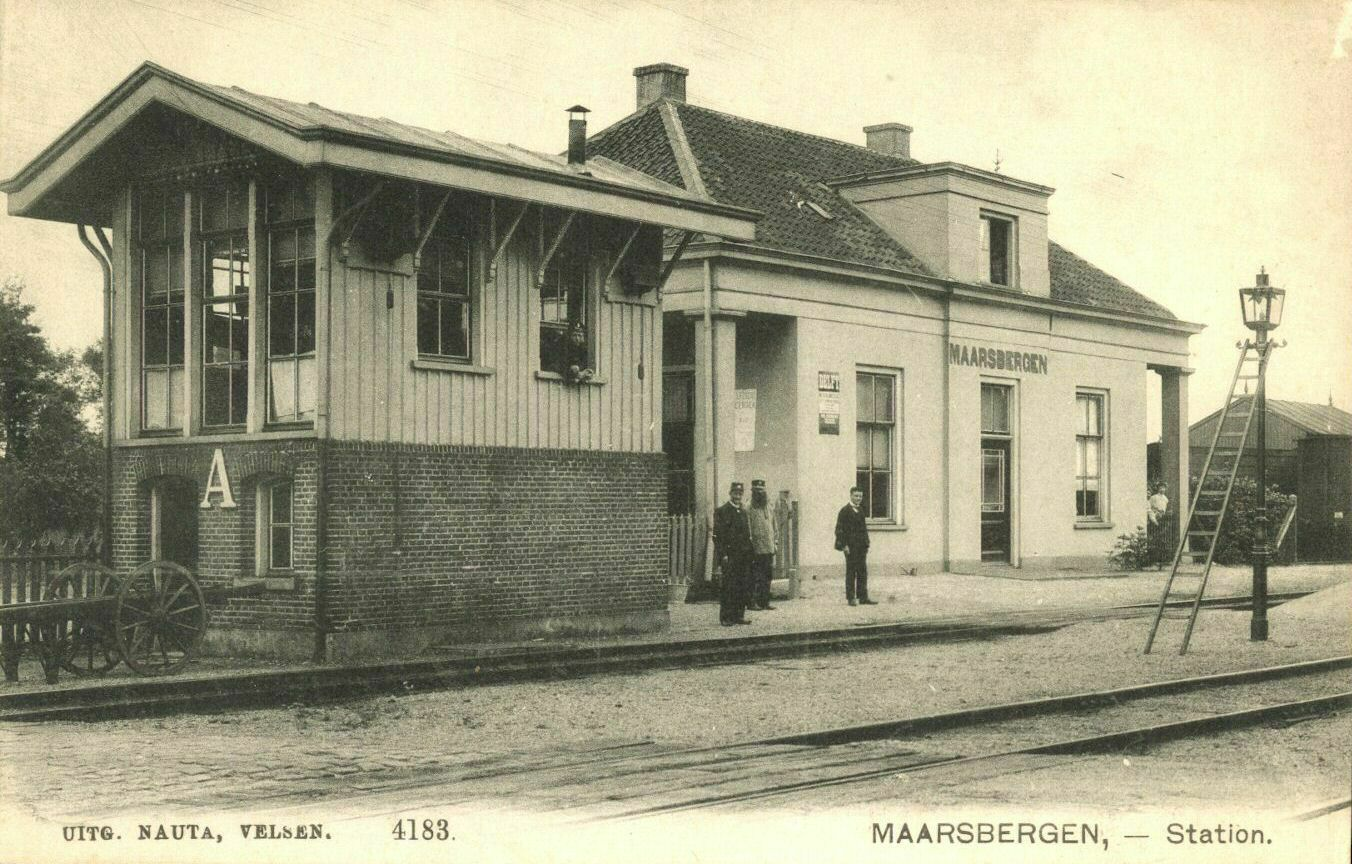
Будівля колишньої залізничної станції
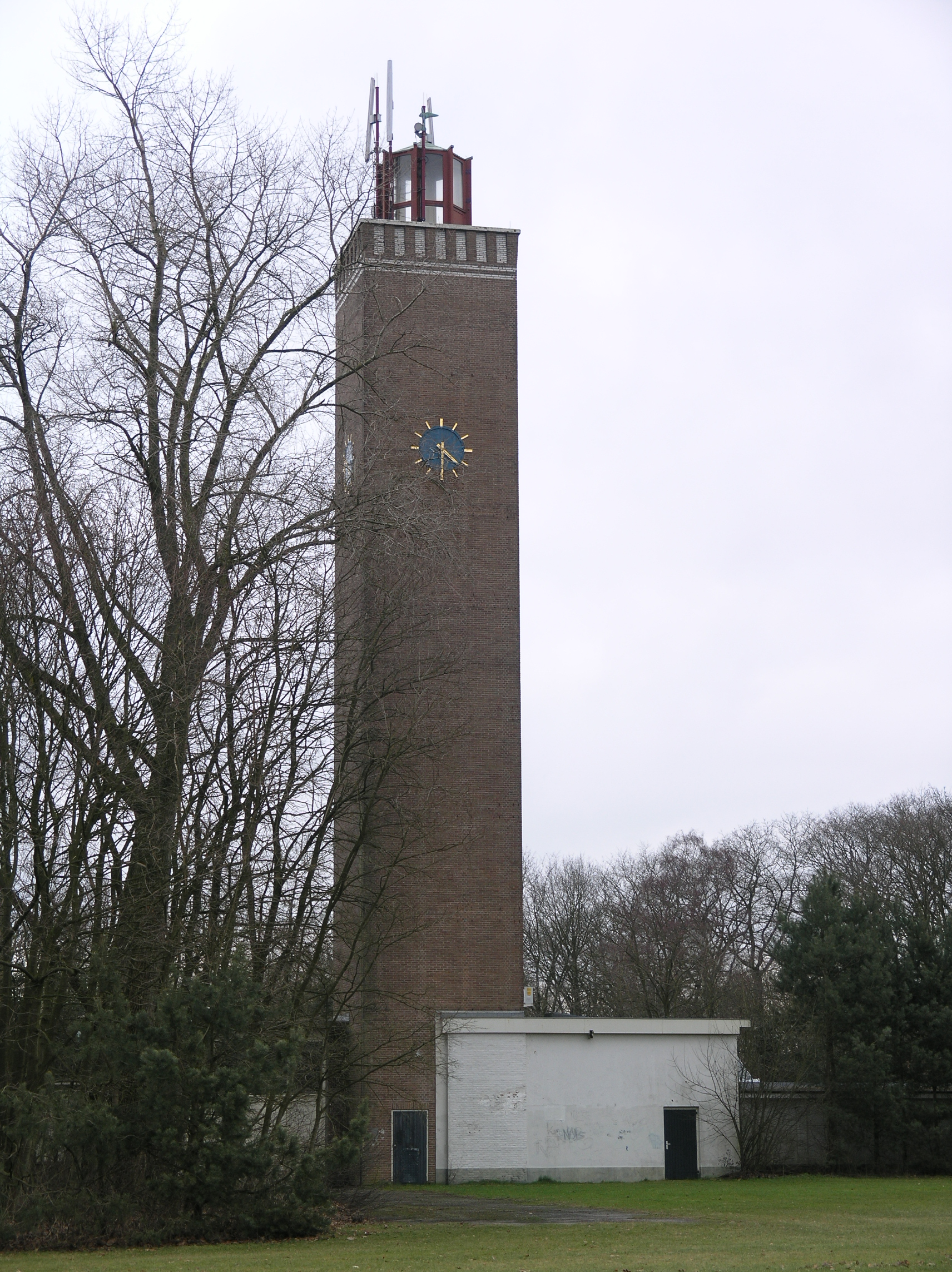
Водонапірна башта